# Chris Copeland
Christopher Stephen "Chris" Copeland (ur. 17 marca 1984 w Orange) – amerykański koszykarz, występujący na pozycji skrzydłowego.
29 lipca 2015 roku podpisał umowę z klubem Milwaukee Bucks. Został zwolniony 22 lutego 2016 roku.
3 listopada 2017 został zawodnikiem MoraBancu Andorra.

## Osiągnięcia
Stan na 30 sierpnia 2017, na podstawie, o ile nie zaznaczono inaczej.
NCAA
- Uczestnik turnieju NCAA (2003)
- Zaliczony do I składu zawodników, którzy poczynili największy postęp w konferencji Big 12 (2005)

Drużynowe
- Zdobywca pucharu Belgii (2012)
- Uczestnik rozgrywek EuroChallenge (2011, 2012)[5]

Indywidualne
- MVP ligi belgijskiej (2012)[6]
- Laureat nagrody Star of the Coaches (2012)
- Uczestnik meczu gwiazd ligi:
  - belgijskiej (2012)
  - holenderskiej (2008)
- Lider strzelców:
  - EuroChallenge (2012)
  - ligi:
    - niemieckiej (2010)
    - belgijskiej (2012)

NBA
- Debiutant miesiąca (kwiecień 2013)